# Mount Popomanaseu
Mount Popomanaseu je planina u Salomonskim Otocima.
Mount Popomanaseu je vulkanska planina, najviša u Salomonskim otocima. Nalazi se na istoku otoka Guadalcanala istočno od planine Makarakomburu. S 2335 metara najviši je vrh u otočnom dijelu južnog Pacifika, isključujući Novu Gvineju i njezine satelitske otoke. Pomicanjem na istok preko južnog Pacifika, ne postoji veća planina skroz do Anda u Južnoj Americi. Na planini ima visoravan koja ima značajan kulturni značaj za urođenika i stanište je mnogim endemskim vrstama na Guadalcanalu.